# Ludwig Maringelli
Ludwig Maringelli, född 26 februari 1995 i Malmö, är en svensk-italiensk idrottsman inom drakbåtspaddling . Maringelli tävlar för Malmö Kanotklubb. Vid drakbåts-EM 2015 var Maringelli fanbärare åt den svenska truppen under invigningen.
Maringelli har tagit de flesta av sina medaljer på vänster sida, men har även kört medaljlopp på höger sida såsom under drakbåts-VM 2013 i Szeged, där han tog både VM-silver på 1000 meter i 20manna mixed och VM-brons på 500 meter i 20manna mixed med det svenska U24-landslaget.
På drakbåts-EM 2015 i Italien var han med och tog fem bronsmedaljer och ett EM-guld i 20manna mixed 200 meter. Guldet var Sveriges första EM-guld sedan damerna tog ett sensationellt EM-guld i 20manna över 500 meter på hemmaplan i Malmö på drakbåts-EM år 2000. Maringelli var fanbärare för den svenska truppen under invigningen.

## Meriter
IDBF-VM
- Welland 2015
  - Brons 20manna mix 200m (U24) [2]
  - Brons 20manna mix 2000m (U24) [2]
- Szeged 2013
  - Silver 20manna mix 1000m (U24) [3]
  - Brons 20manna mix 500m (U24) [3]

EDBF-EM
- Rom 2016
  - Guld 10manna herr 200m (U24) [4]
  - Guld 10manna herr 1500m (U24) [4]
  - Silver 10manna herr 500m (U24) [4]

ICF-VM
- Poznan 2014
  - Brons 20manna mix 500m [5]

ECA-EM
- Auronzo di Cadore 2015
  - Guld 20manna mix 200m [6]
  - Brons 20manna mix 500m [7]
  - Brons 20manna mix 2000m [8]
  - Brons 10manna mix 200m [9]
  - Brons 10manna herr 200m [10]
  - Brons 10manna herr 2000m [11]

SM
- Hofors 2016
  - Silver 10manna mix 200m
  - Brons 10manna mix 500m
- Nyköping 2015
  - Silver 10manna mix 500m
- Jönköping 2014
  - Guld 10manna mix 200m
  - Guld 10manna mix 500m

## Bildgalleri

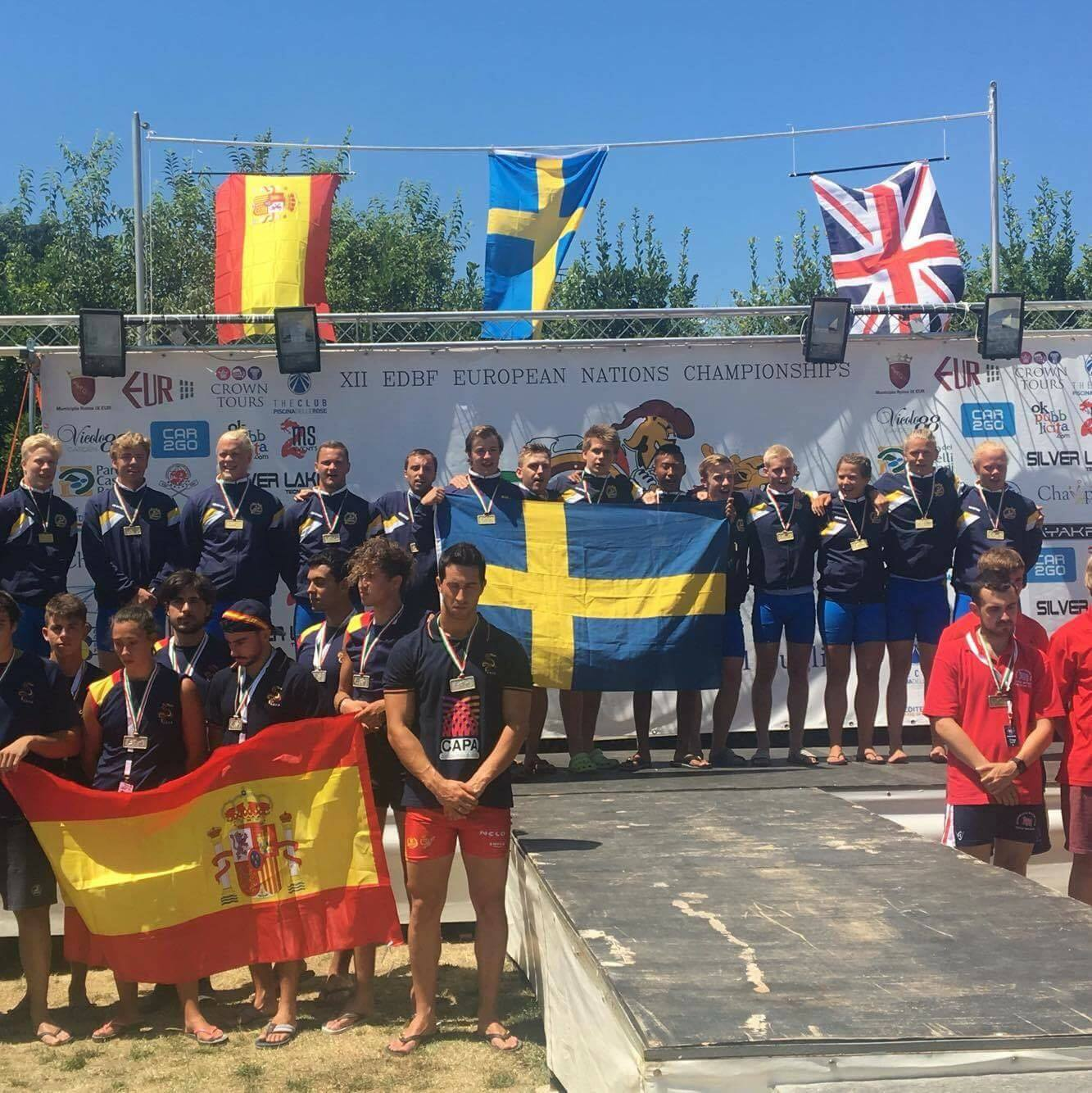
Medaljceremoni, EM-guld i U24, 200m 2016
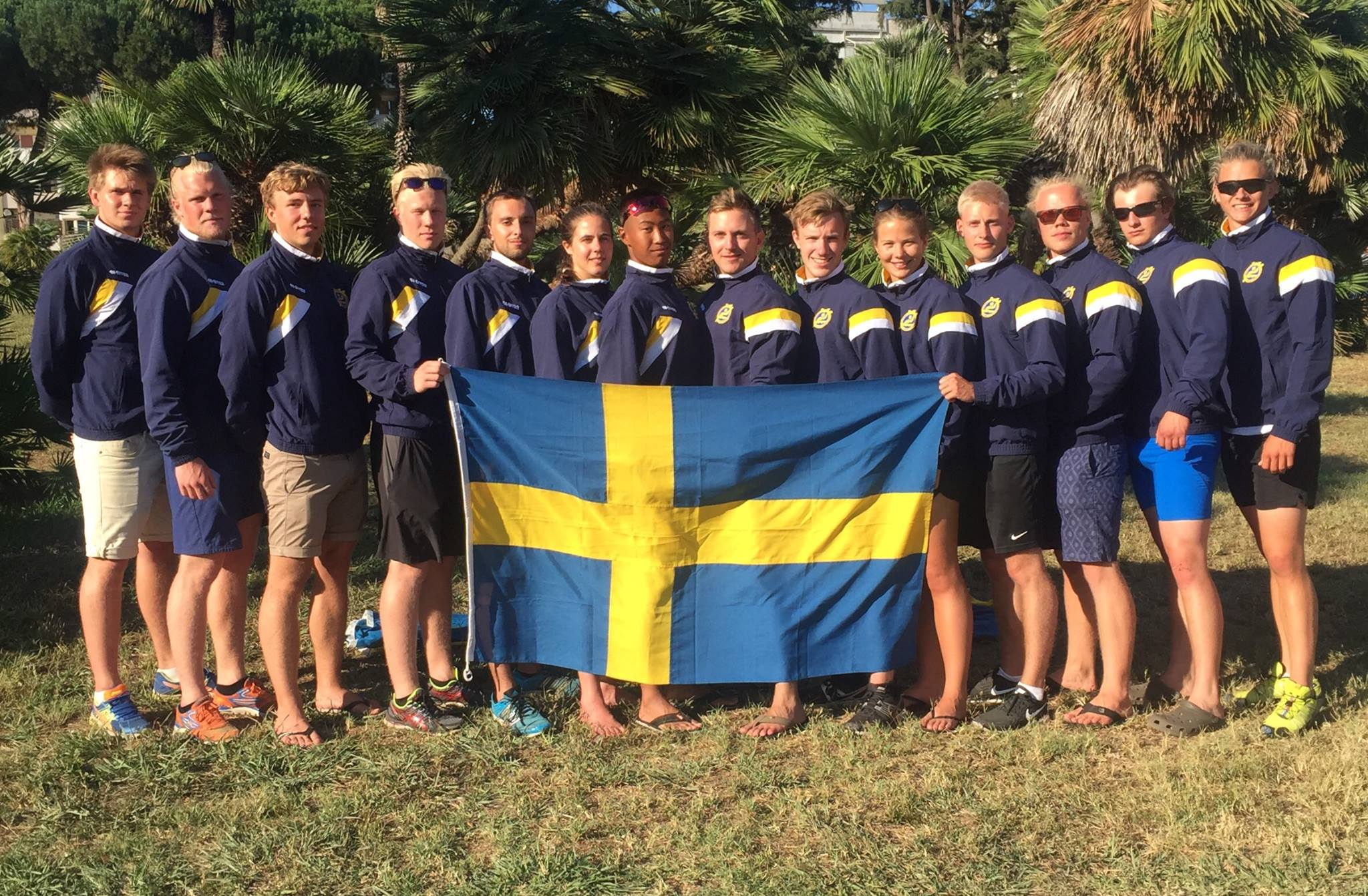
Lagfoto, EM-guld i U24, 1500m 2016
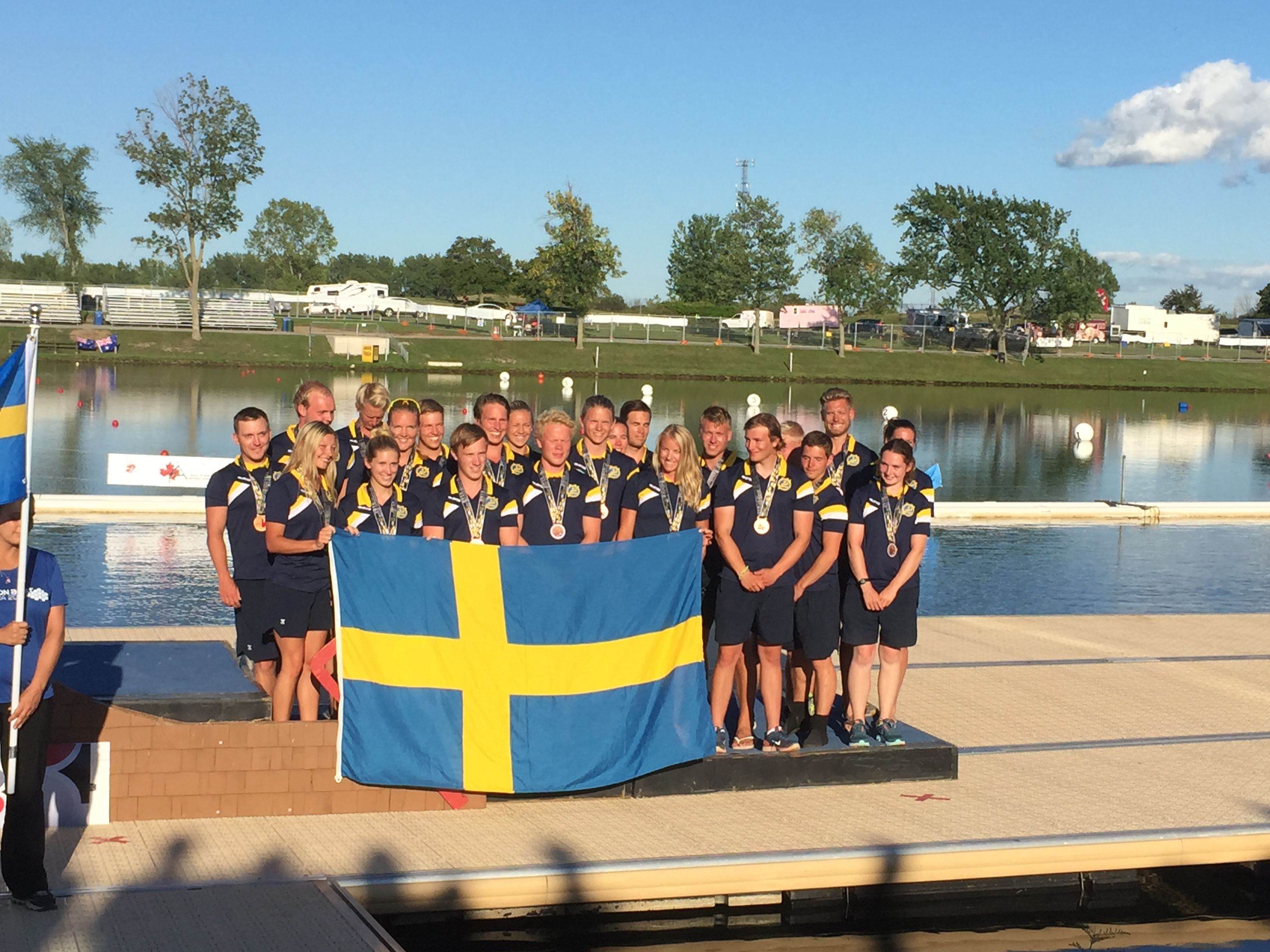
Medaljceremoni, VM-brons i U24, 200m 2015
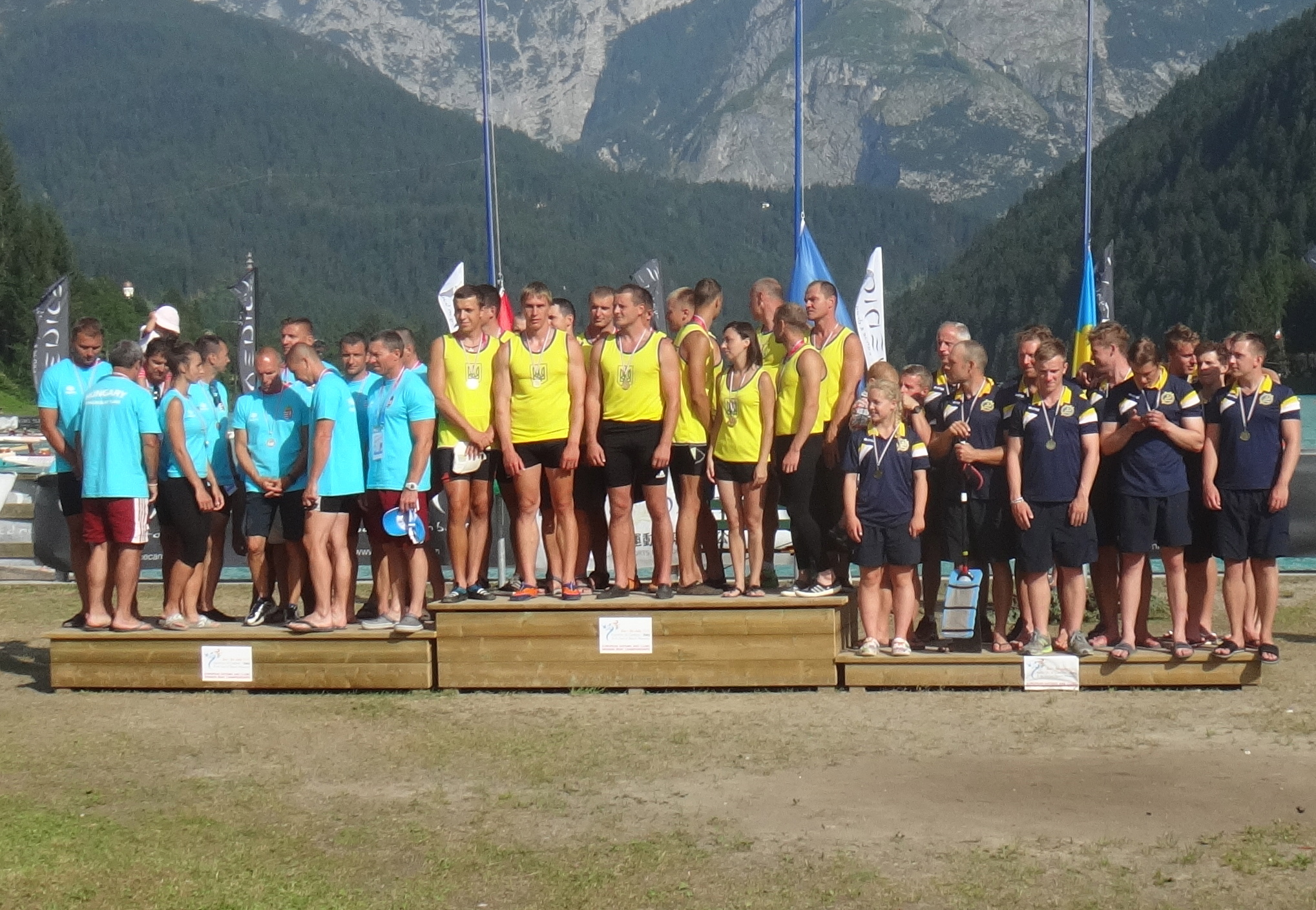
Medaljceremoni, EM-brons i senior, 200m 2015
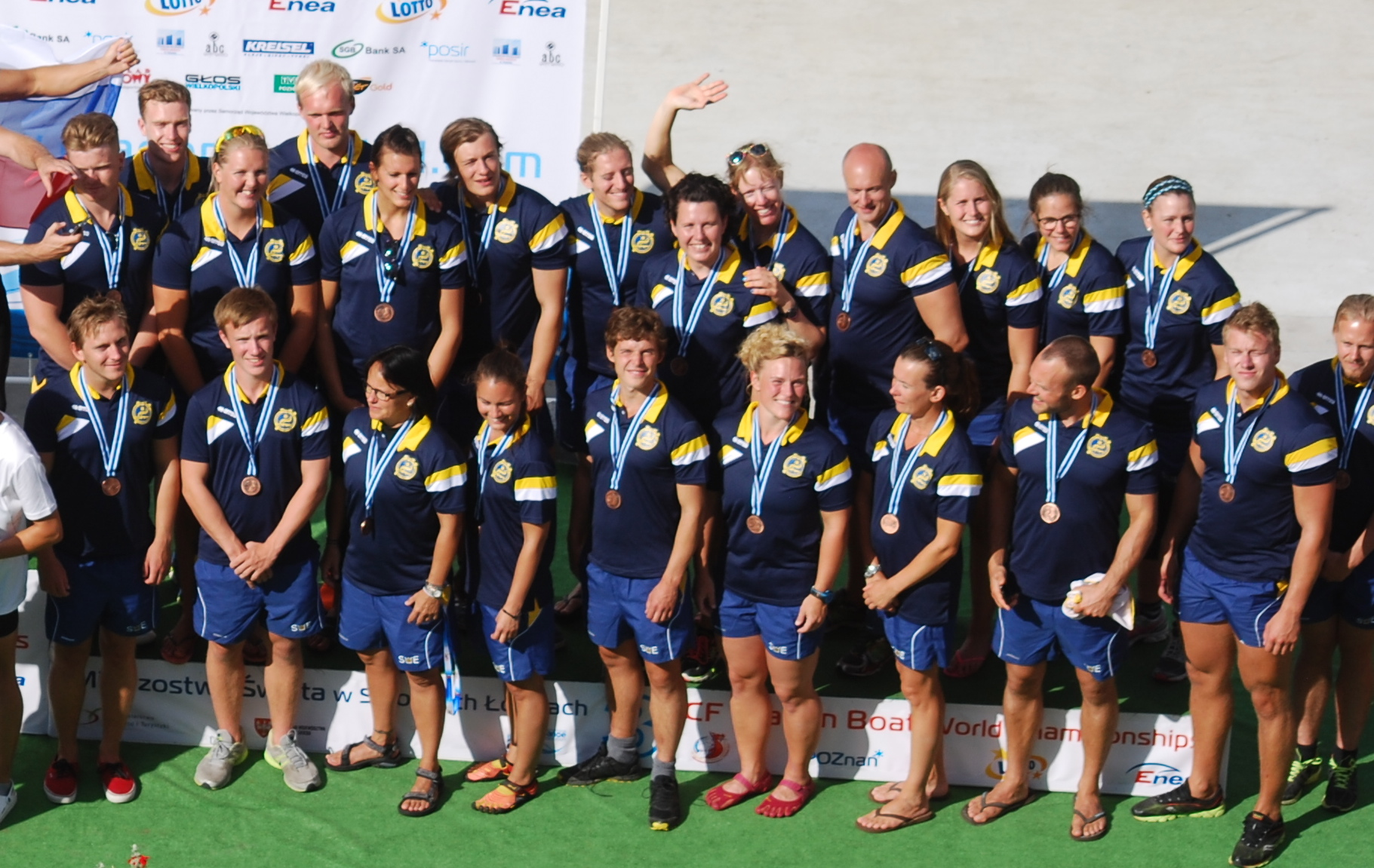
Medaljceremoni, VM-brons i senior, 500m 2014
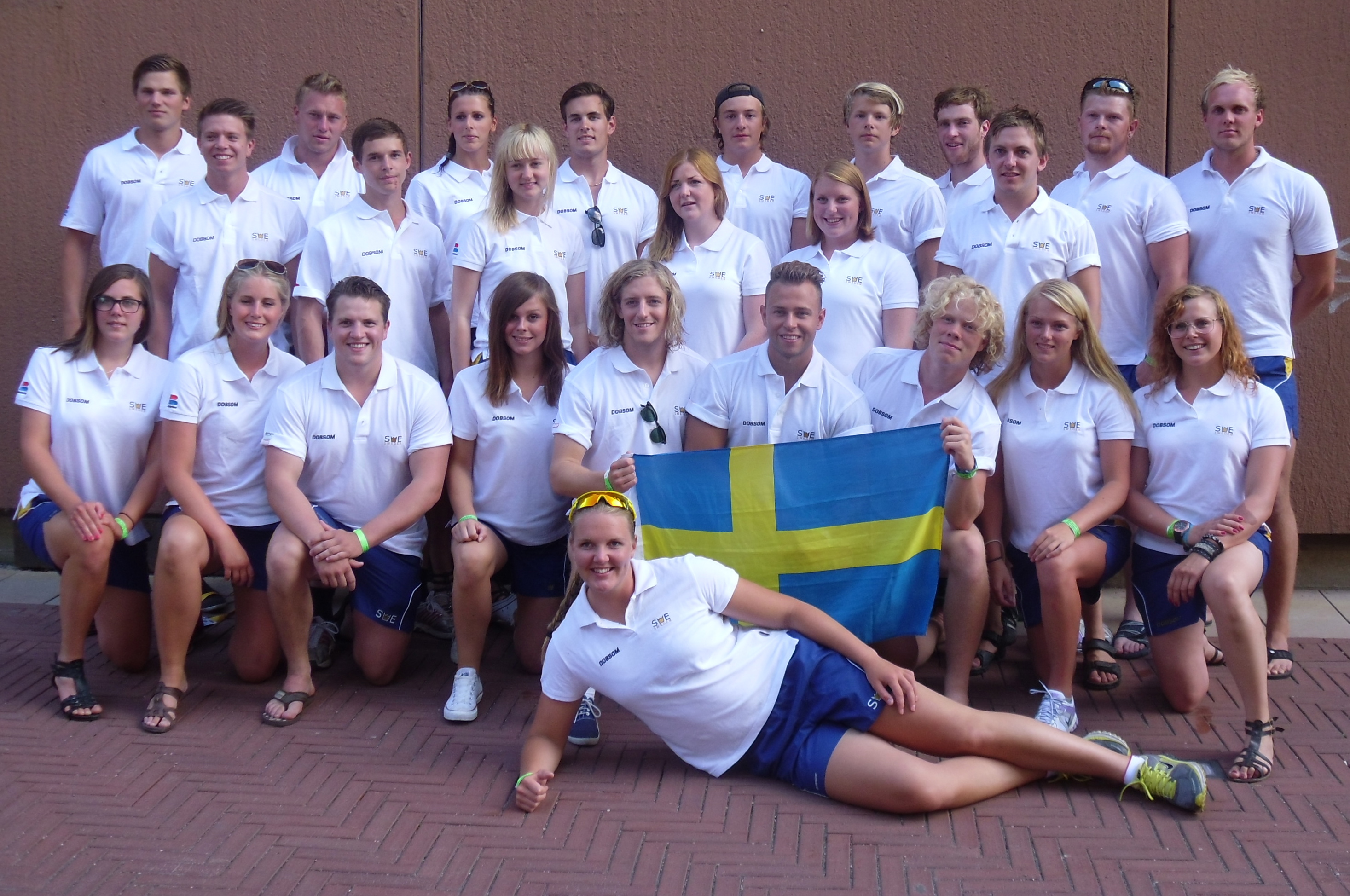
Lagfoto, VM-brons i U24, 500m 2013
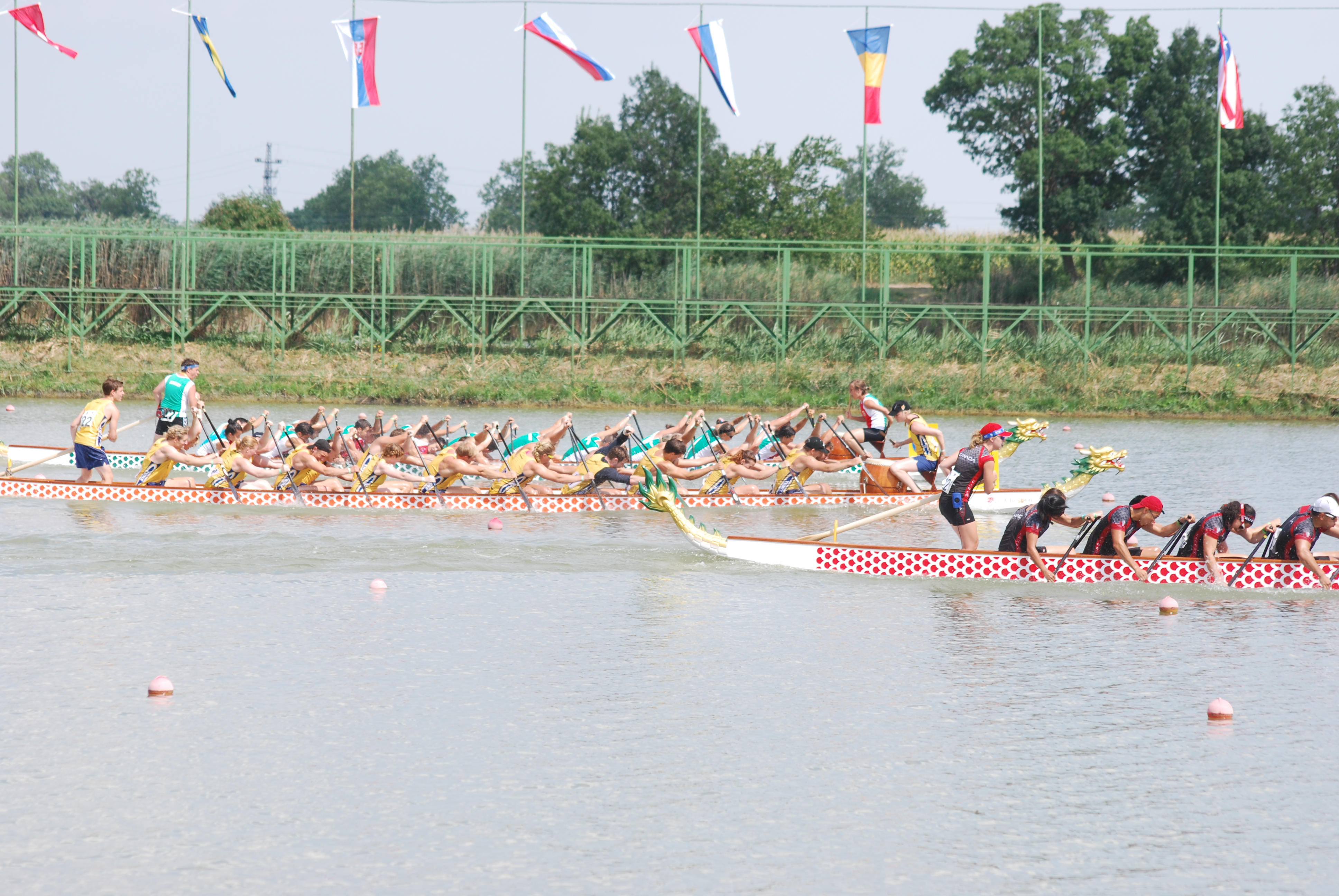
VM-final, VM-silver i U24, 1000m 2013
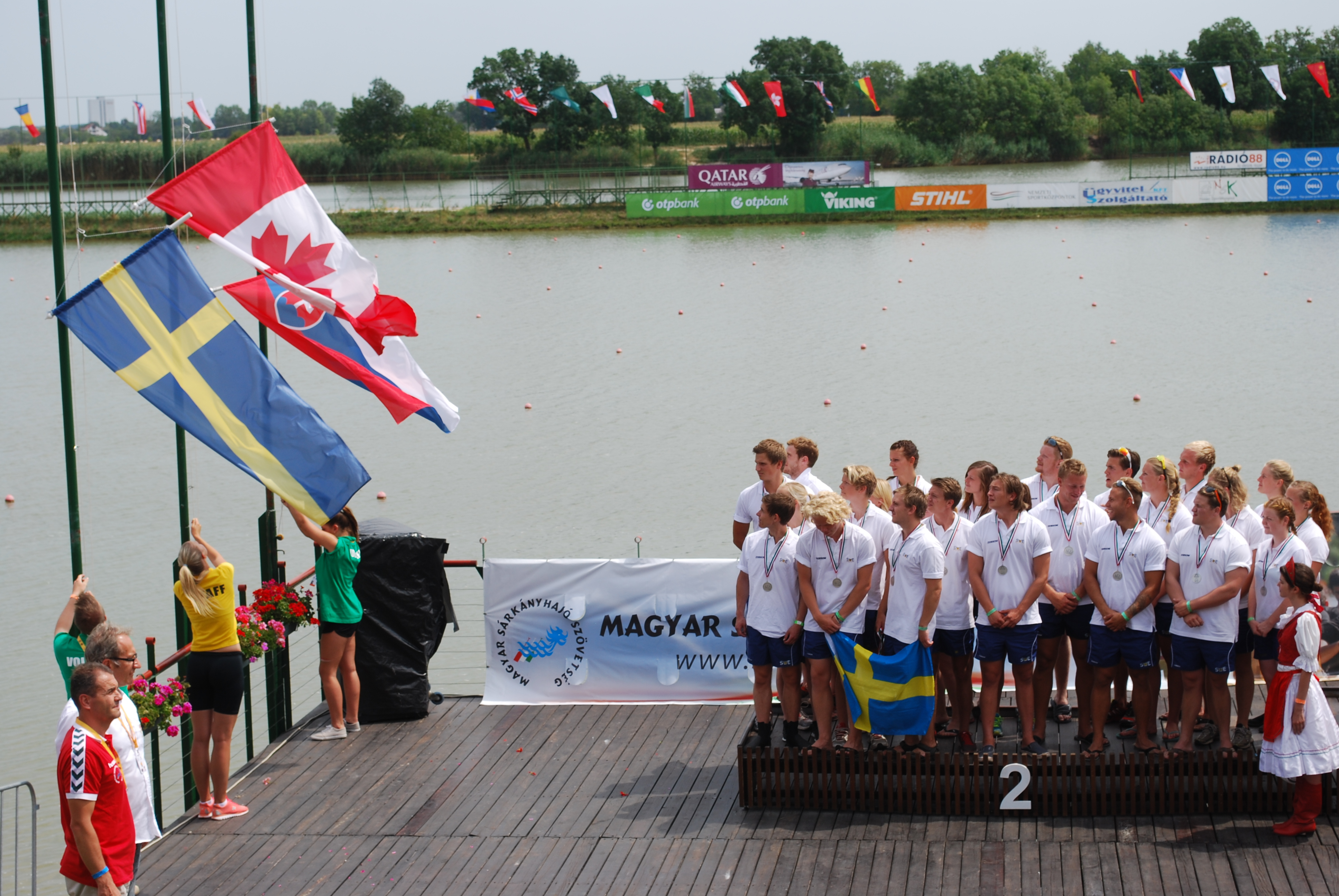
Medaljceremoni, VM-silver i U24, 1000m 2013